# Manota nubicola
Manota nubicola är en tvåvingeart som beskrevs av Heikki Hippa 2009. Manota nubicola ingår i släktet Manota och familjen platthornsmyggor. Inga underarter finns listade i Catalogue of Life.